# Brindalus schatzmayri
Brindalus schatzmayri é uma espécie de insetos coleópteros polífagos pertencente à família Aphodiidae.
A autoridade científica da espécie é Pittino, tendo sido descrita no ano de 1980.
Trata-se de uma espécie presente no território português.